# حد تشخیص
در شیمی تجزیه، حد تشخیص، حد پایین تشخیص، یا LOD (حد تشخیص) کمترین مقدار ماده ای است که می‌توان از عدم وجود آن ماده (مقدار بلنک) با بازه اطمینان اعلام شده (به‌طور کلی 99%) آگاهی یافت. حد تشخیص از میانگین بلنک، انحراف معیار از بلنک و ضریب اطمینان برآورد می‌شود. یکی دیگر از ملاحظاتی که بر میزان تشخیص اثر می‌گذارد، صحت مدل مورد استفاده برای پیش‌بینی غلظت از سیگنال تجزیه خام است.

## حد تشخیص ابزار
اکثر ابزارهای تجزیه حتی وقتی یک بلنک (ماتریس بدون آنالیت) تجزیه و تحلیل می‌شود، سیگنال ایجاد می‌کنند. این سیگنال به سطح نویز گفته می‌شود. IDL غلظت آنالیت است که برای تولید سیگنال بیشتر از سه برابر انحراف استاندارد از سطح نویز مورد نیاز است که ممکن است با استفاده از تجزیه و تحلیل ۸ یا بیشتر از استانداردها در IDL تخمین زده شده و سپس محاسبه انحراف استاندارد از غلظت اندازه‌گیری شده از آن استانداردها عملی شود. حد تشخیص (مطابق با IUPAC) کمترین غلظت یا مقدار مطلق آنالیت است که سیگنال قابل توجهی بزرگتر از سیگنال ناشی از یک بلنک از معرف دارد. از نظر ریاضی، سیگنال آنالیت در حد تشخیص (Sdl) توسط: {\displaystyle S_{dl}=S_{reag}+3\sigma _{reag}} .